# Paco de Lucía: La búsqueda
Paco de Lucía: La búsqueda es un documental español sobre el guitarrista Paco de Lucía, dirigido por Francisco Sánchez Varela. Aparecen como protagonistas el propio Paco de Lucía, que falleció antes de terminar la producción, Camarón de la Isla y Rubén Blades.
En 2015 ganó el Goya al mejor documental, y fue nominada a los premios Platino como mejor película documental. Ha conseguido ser disco de oro. Presenta un total de 29 temas del artista.
Recibió la medalla al mejor documental de producción española 2014 en la 70.ª edición de las medallas del Círculo de Escritores Cinematográficos

## Argumento
El documental es un resumen de la trayectoria de Paco de Lucía, de su arte, su categoría humana y su vida, desde sus primeros pasos artísticos hasta sus últimos pasos profesionales, que han sido marcados por el flamenco .
Se exponen numerosos testimonios y entrevistas realizadas entre 2010 y 2014.

## Recepción y críticas
En el diario El País, se hacía esta observación:

Sánchez Varela rescata valioso material de archivo y logra que la aparente opacidad del artista se desvanezca en un valioso encadenado de reflexiones y confesiones de un perfeccionista impenitente.
Jordi Costa

El diario la Vanguardia y Fotogramas puntuaron 3 sobre 5 estrellas, y sus críticas fueron:

Hay curiosidades y muchas imágenes de archivo de sus actuaciones en un conjunto que agradará a su legión de admiradores.
Jordi Batlle Caminal

Para melómanos y amantes de la guitarra. (...) Lo mejor: compartir la intimidad del maestro. Lo peor: que no sea tan revolucionario como De Lucía.
Roger Salvans

El diario ABC y Cinemanía puntuaron 4 sobre 5 estrellas, y comentaron lo siguiente:

Se entra a la película con la esperanza de un rastreo, un contacto con el genio, pero se sale de ella con la fe de un doble e inesperado gran encuentro, con la tecla de un músico inmortal y con la de un joven cineasta que llega en tromba.
Oti Rodríguez Marchante

Didáctico y emocionante. Como escuchar a Paco de Lucía de cerca.
Andrea G. Bermejo